# Milton C. Moreland
Milton C. Moreland es un administrador académico y arqueólogo estadounidense que se desempeña como el presidente número 21 de Centre College en Danville, Kentucky. Graduado de la Universidad de Memphis, Moreland enseñó durante ocho años en Huntingdon College y fue miembro de la facultad y la administración durante trece años en Rhodes College, sirviendo durante algún tiempo como decano de la facultad, vicepresidente de asuntos académicos y rector. En febrero de 2020, fue anunciado como presidente de Centre College; asumió el cargo el 1 de julio de 2020, reemplazando a John A. Roush, y fue inaugurado formalmente en octubre de 2021.

## Primeros años y educación
Nació y creció en Boise, Idaho. Obtuvo una licenciatura en historia de la Universidad de Memphis, donde se graduó con honores. Esto fue seguido por una Maestría en Artes y un Doctorado, ambos en estudios religiosos, de Universidad de Posgrado de Claremont en Claremont, California. Moreland escribió su tesis doctoral sobre los manuscritos de Nag Hammadi.

## Carrera
Moreland comenzó su carrera docente en 1995. Enseñó en Huntingdon College como profesor asistente hasta 2003, cuando se unió a la facultad de Rhodes College en Memphis, Tennessee, como profesor asistente de estudios religiosos. Finalmente fue ascendido a profesor asociado y profesor titular. También se desempeñó como director del Instituto Rhodes de Estudios Regionales y presidió el programa de arqueología, además de enseñar arqueología. En diciembre de 2015, Rhodes anunció que Moreland había sido seleccionado de una búsqueda nacional para ser el vicepresidente de asuntos académicos de la universidad y el decano de la facultad; se había desempeñado como decano de forma interina durante los 18 meses anteriores. Moreland también se desempeñó como rector en Rhodes. El 17 de agosto de 2012 recibió el premio Jameson M. Jones de Rhodes por su destacado servicio docente.
También se desempeñó en el personal superior del Proyecto Arqueológico Regional de Séforis, ubicado en Galilea, durante más de dos décadas. La beca de Moreland se centra en el Nuevo Testamento y la historia del cristianismo. A su salida de Rhodes, la Dra. Katherine Clay Bassard fue nombrada su sucesora como rectora y vicepresidenta de asuntos académicos, a partir del 1 de julio de 2020.
El 5 de febrero de 2020, Moreland fue anunciado como el presidente número 21 de Centre College, sucediendo a John A. Roush, luego de una votación unánime del comité de búsqueda presidencial. Asumió el cargo el 1 de julio de 2020 y gran parte del inicio de su mandato tuvo lugar durante la pandemia de COVID-19. Fue inaugurado oficialmente en una ceremonia celebrada en el Norton Center for the Arts el 14 de octubre de 2021. Entre los que hablaron en la ceremonia estaban Crit Luallen y Jacqueline Coleman, los vicegobernadores anteriores y actuales de Kentucky y graduados del Centre College en 1974 y 2004, respectivamente.
La primera clase entrante de la administración de Moreland totalizó 359 nuevos estudiantes, lo que elevó la inscripción total del Centro para el año académico 2020-21 a 1333 estudiantes. La renovación de Franklin W. Olin Hall, que comenzó en el verano de 2019, se completó a tiempo y se abrió a los estudiantes a principios del período de primavera de 2021, incluida la instalación de un péndulo de Foucault en la escalera norte del edificio. Moreland y la universidad anunciaron un proyecto de $ 50 millones para construir un nuevo centro de atletismo, incluidos los reemplazos para Boles Natatorium y Farris Stadium, en abril de 2021. Además, la escuela agregó una especialización en negocios en el otoño de 2021.

## Vida personal
Moreland está casado con su esposa Dina, exjugadora de raquetbol profesional y del equipo nacional y vendedora de productos farmacéuticos. Asistió a la Universidad de Memphis, como Milton, y ha sido maestra de escuela primaria desde 2003. La pareja tiene dos hijos.